# Formigueret predit
El formigueret predit (Herpsilochmus praedictus) és una espècie d'ocell de la família dels tamnofílids (Thamnophilidae).

## Hàbitat i distribució
Habita la selva pluvial de l'oest del Brasil.